# أنطوان أنتوني
أنطوان أنتوني (بالإنجليزية: Antoine Cash)‏ هو لاعب كرة قدم أمريكية أمريكي، ولد في 5 مارس 1982 في أنغويلا في الولايات المتحدة.

## وصلات خارجية
- أنطوان أنتوني على موقع مرجع كرة القدم المحترفة.كوم (الإنجليزية)